# فيكتور سكينر
فيكتور سكينر (بالإنجليزية: Victor Skinner)‏ هو سياسي أمريكي، ولد في 12 مايو 1882 في أوسيدج في الولايات المتحدة، وتوفي في 21 مايو 1960 في سياتل في الولايات المتحدة. انتخب عضو مجلس نواب واشنطن.